# Rudawski Park Krajobrazowy
Rudawski Park Krajobrazowy – położony w południowej części województwa dolnośląskiego na terenie gmin Bolków, Janowice Wielkie, Kamienna Góra, Marciszów, Mysłakowice oraz miast Jelenia Góra, Kamienna Góra i Kowary. Swym obszarem obejmuje Rudawy Janowickie wraz z Górami Sokolimi i Wzgórzami Karpnickimi oraz Góry Ołowiane w Górach Kaczawskich i Góry Lisie w Kotlinie Kamiennogórskiej. Chroni naturalne górskie i rzeczne geokompleksy przyrodnicze. Przez park przepływa przełomową doliną rzeka Bóbr. Znajduje się tam również wiele form skalnych zbudowanych z granitów, gnejsów, amfibolitów, zieleńców, zlepieńców (np. skałki) i obszarów łąkowych o wybitnych walorach botanicznych.
- Powierzchnia parku: 15 705 ha
- Powierzchnia leśna: 8884 ha
- Powierzchnia otuliny: 6600 ha
- 390 gatunków roślin naczyniowych (54 chronione)
- 203 gatunki kręgowców
- 152 km szlaków turystycznych

## Formy ochrony przyrody
Na terenie Rudawskiego Parku Krajobrazowego nie ma rezerwatów przyrody, lecz znajdują się tu cztery specjalne obszary ochrony siedlisk ustanowione w ramach programu Natura 2000: „Góry i Pogórze Kaczawskie” (PLH020037), „Rudawy Janowickie” (PLH020011), „Stawy Karpnickie” (PLH020075) i „Trzcińskie Mokradła” (PLH020105). Dodatkowo w północnej części parku, na terenie Gór Ołowianych, powołano stanowisko dokumentacyjne "Sztolnia Wapienna w Ciechanowicach" o powierzchni 0,0162 ha. Obiekt o długości 90 metrów chroni dawne wyrobisko w żyle kalcytowej, które obecnie stanowi ostoję dla zimujących nietoperzy oraz rzadkich gatunków grzybów.